# Richmond (Virginie)
Pour les articles homonymes, voir Richmond.
Richmond (en anglais [ˈɹɪtʃ.mənd]) est la capitale du Commonwealth de Virginie, aux États-Unis. Comme toutes les communes de Virginie constituées en tant que villes, c'est une ville indépendante qui ne fait partie d'aucun comté. Ancienne capitale de la Confédération sudiste entre 1861 et 1865, c'est aujourd'hui un centre financier, administratif, culturel et universitaire situé à 160 km au sud de Washington, la capitale fédérale.
Richmond est le centre de la région métropolitaine de Richmond (MSA) et du Grand Richmond. Selon les chiffres du Bureau du recensement des États-Unis (2020), la population de la commune était de 226 610 habitants, au sein de la troisième plus grande agglomération de Virginie avec 1 314 134 habitants en 2020.
Entourée par les comtés de Henrico et Chesterfield, la ville est située à l'intersection de l'Interstate 95 et l'Interstate 64 (en), et entourée par l'Interstate 295 et la Virginia State Route 288 (en).

## Histoire
Richmond est située à l'embouchure de la James River. Comme beaucoup d'autres villes de la côte est des États-Unis, le site de Richmond a été déterminé par l'embouchure, comme barrière naturelle. Cela empêchait les bateaux de remonter plus loin dans les terres.
Richmond a été établie en 1607 par Christopher Newport et le capitaine John Smith, qui remonta la James River dix jours après avoir débarqué à Jamestown. La ville n’a pris le nom de Richmond qu'en 1737. Il vient de Richmond upon Thames en Angleterre.
Richmond a remplacé Williamsburg comme capitale de la Virginie en 1780.
En 1836, un groupe d'hommes d'affaires et d'industriels de Richmond dirigés par Francis B. Deane, Jr. décida d'investir dans une usine de fonte afin de profiter de l'essor du chemin de fer aux États-Unis. Pour diriger la construction de l'usine, ils recrutèrent un jeune ingénieur gallois, Rhys Davies, et facilitèrent l'installation de plusieurs autres ouvriers originaires de la région de Tredegar, au Pays de Galles, afin de monter les hauts-fourneaux et laminoirs. La fonderie prit ainsi le nom de Tredegar, par allusion à l'une des plus grosses sociétés sidérurgiques de l'époque, la Tredegar Iron and Coal Co britannique.

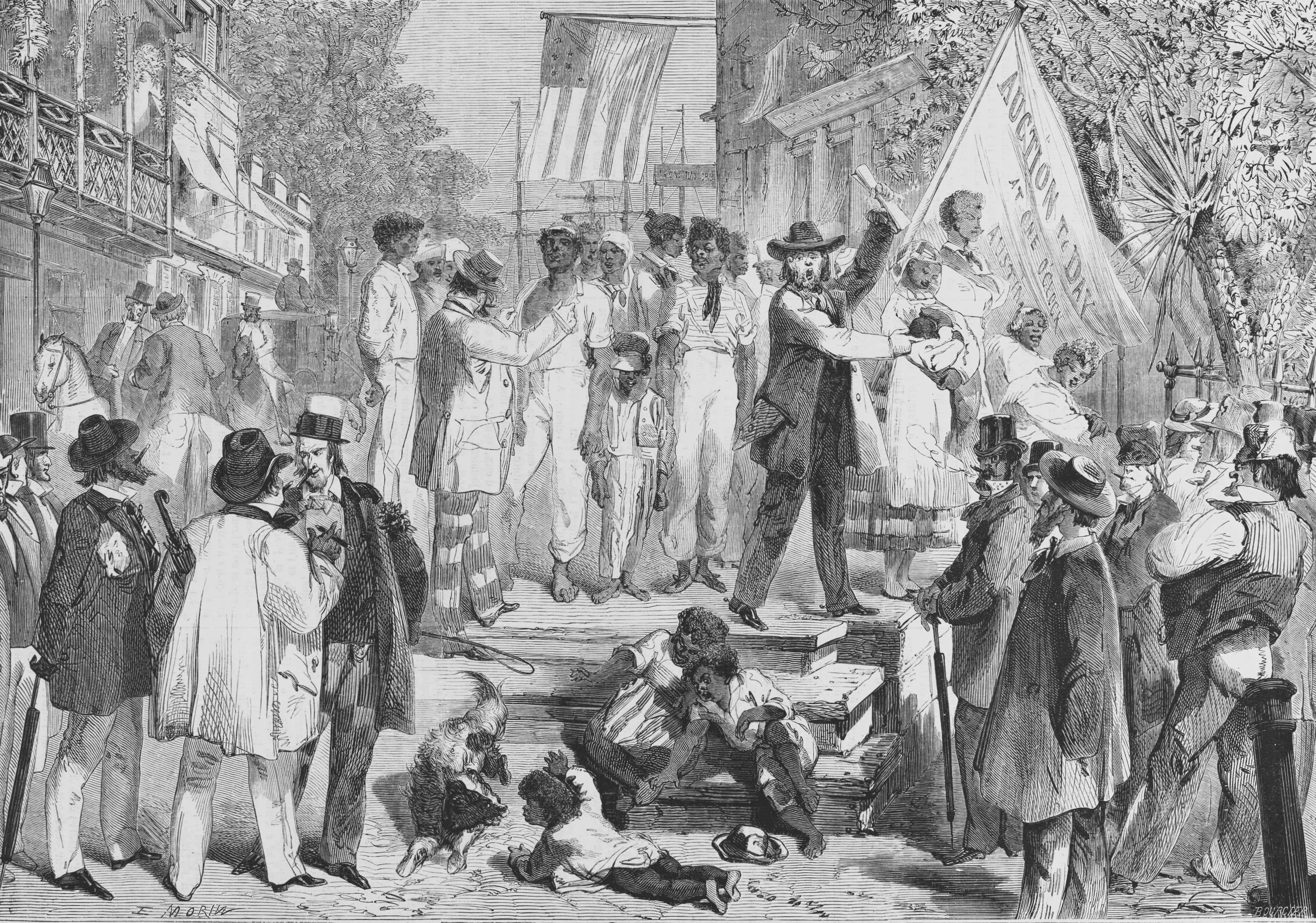
Une vente d'esclaves à Richmond, 1861.

En 1841, les actionnaires confièrent la gestion de l'usine à un ingénieur des travaux publics de 28 ans, Joseph R. Anderson. Anderson racheta la fonderie en 1848, après en avoir été deux ans le fermier, et bientôt travailla essentiellement aux commandes du gouvernement des États-Unis. Il fit venir des esclaves pour abaisser les coûts de production : au début de la guerre de Sécession, en 1861, la moitié des 900 ouvriers (y compris parmi les plus spécialisés) étaient des esclaves. Dès 1860, le beau-père d'Anderson, le Dr Robert Archer, avait rejoint le capital de l'entreprise et Tredegar put s'imposer comme le premier sidérurgiste du pays. Entre 1846 et 1853, l'adjudication d'un marché de construction de quelque 1 500 km de voies ferrées à travers la Virginie, largement subventionné par le Virginia Board of Public Works (en), ouvrit enfin aux forges de Tredegar le marché des locomotives à vapeur et du rail.
Jusqu'à la guerre de Sécession, l'activité industrielle demeura florissante sous la direction d'Anderson : Tredegar s'équipa d'un moulin à farine, loué à Lewis D. Crenshaw, et de fours loués à A. J. Bowers et Asa Snyder. Dès 1860, Crenshaw et ses associés avaient créé la filature de laine Crenshaw Woolen Mill (employant environ 50 tisserands) sur leurs terres. Les filatures Crenshaw Woolen Mill allaient devenir le « principal fournisseur d'uniformes de l’armée des États confédérés au cours de la première moitié de la guerre de Sécession. », fait décisif dans la décision de déménager la capitale de la Confédération de Montgomery à Richmond en mai 1861.
La ville tombe aux mains des Nordistes le 2 avril 1865 peu de temps avant la reddition du général Robert Lee à Appomattox.

La ville se tourne ensuite vers des activités industrielles.

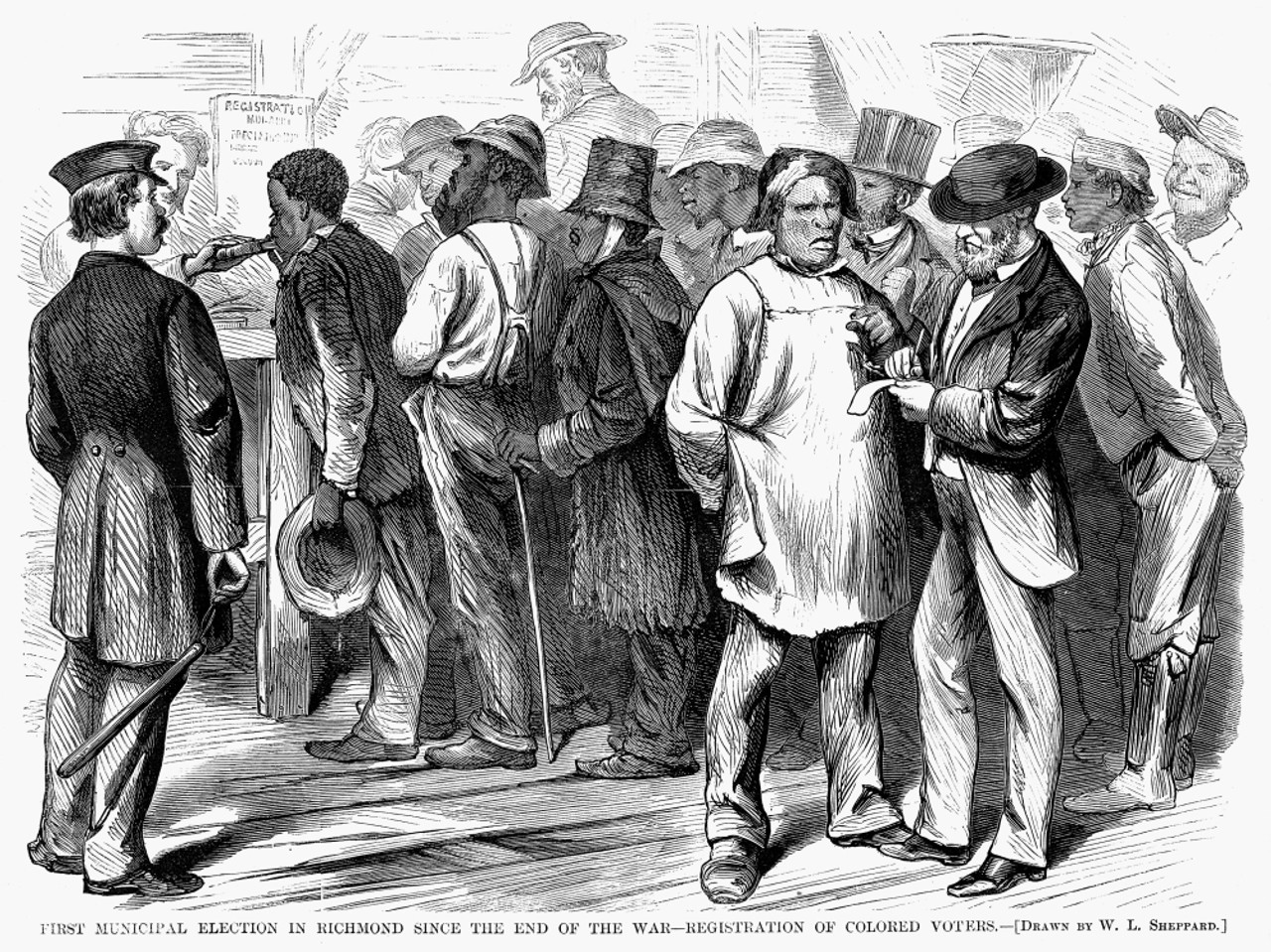
Des affranchis s'inscrivant pour voter en 1870 lors de la première élection municipale organisée à Richmond après la fin de la guerre de Sécession.
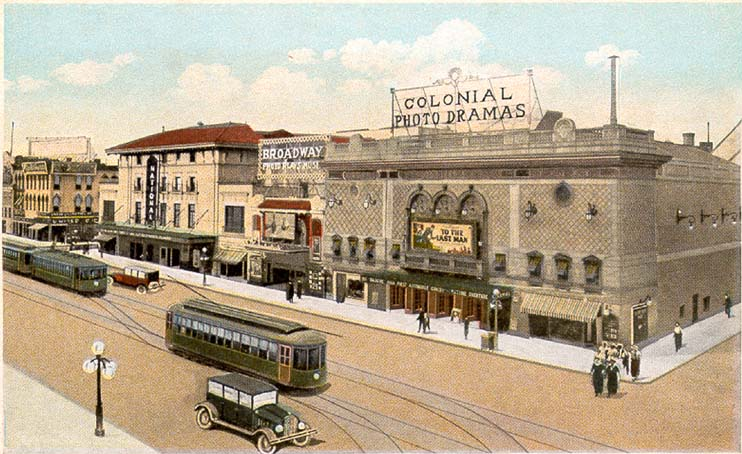
Carte postale, 700 East Broad Street, Richmond, Virginie, c. 1930. De VCU Libraries, Virginia Commonwealth University.

## Démographie
Selon l'American Community Survey, pour la période 2011-2015, 90,21 % de la population âgée de plus de 5 ans déclare parler l'anglais à la maison, 5,55 % déclare parler l'espagnol, 0,57 % le français et 3,67 % une autre langue.
| Groupe                           | Richmond | Virginie | États-Unis |
| -------------------------------- | -------- | -------- | ---------- |
| Afro-Américains                  | 50,6     | 19,4     | 12,6       |
| Euro-Américains                  | 40,8     | 68,6     | 72,4       |
| Autres                           | 3,6      | 3,2      | 6,2        |
| Asio-Américains                  | 2,3      | 5,5      | 4,8        |
| Métis                            | 2,3      | 2,9      | 2,9        |
| Amérindiens                      | 0,4      | 0,4      | 0,9        |
| Océano-Américains                | 0,1      | 0,1      | 0,2        |
| Total                            | 100      | 100      | 100        |
|                                  |          |          |            |
| Hispaniques et Latino-Américains | 6,3      | 7,9      | 16,7       |

## Politique
| Identité                               | Période          | Période          | Durée                      |
| Identité                               | Début            | Fin              | Durée                      |
| -------------------------------------- | ---------------- | ---------------- | -------------------------- |
| Douglas Wilder (né en 1931)            | 2 janvier 2005   | 1er janvier 2009 | 3 ans, 11 mois et 30 jours |
| Dwight Clinton Jones (en) (né en 1948) | 1er janvier 2009 | 31 décembre 2016 | 7 ans, 11 mois et 30 jours |
| Levar Stoney (en) (né en 1981)         | 1er janvier 2017 | 1er janvier 2025 | 8 ans                      |
| Danny Avula (en)                       | 1er janvier 2025 | En cours         | 7 mois et 16 jours         |

## Monuments

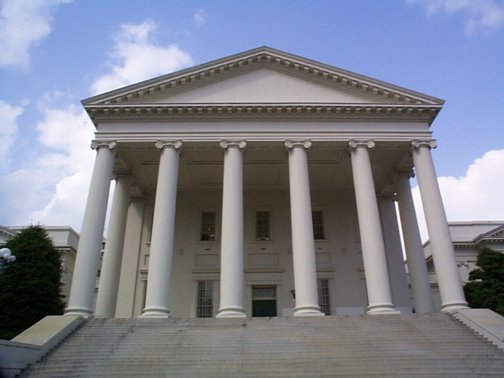
Le Capitole de l'État de Virginie, inspiré à Thomas Jefferson et Charles-Louis Clérisseau par la Maison Carrée de Nîmes fut conçu en 1785 et terminé en 1788. Premier édifice officiel américain de style néo-classique, il servit lui-même de modèle au Capitole et à la Maison-Blanche de Washington, D.C.. De 1861 à 1865 il fut le siège du gouvernement confédéré sous Jefferson Davis.

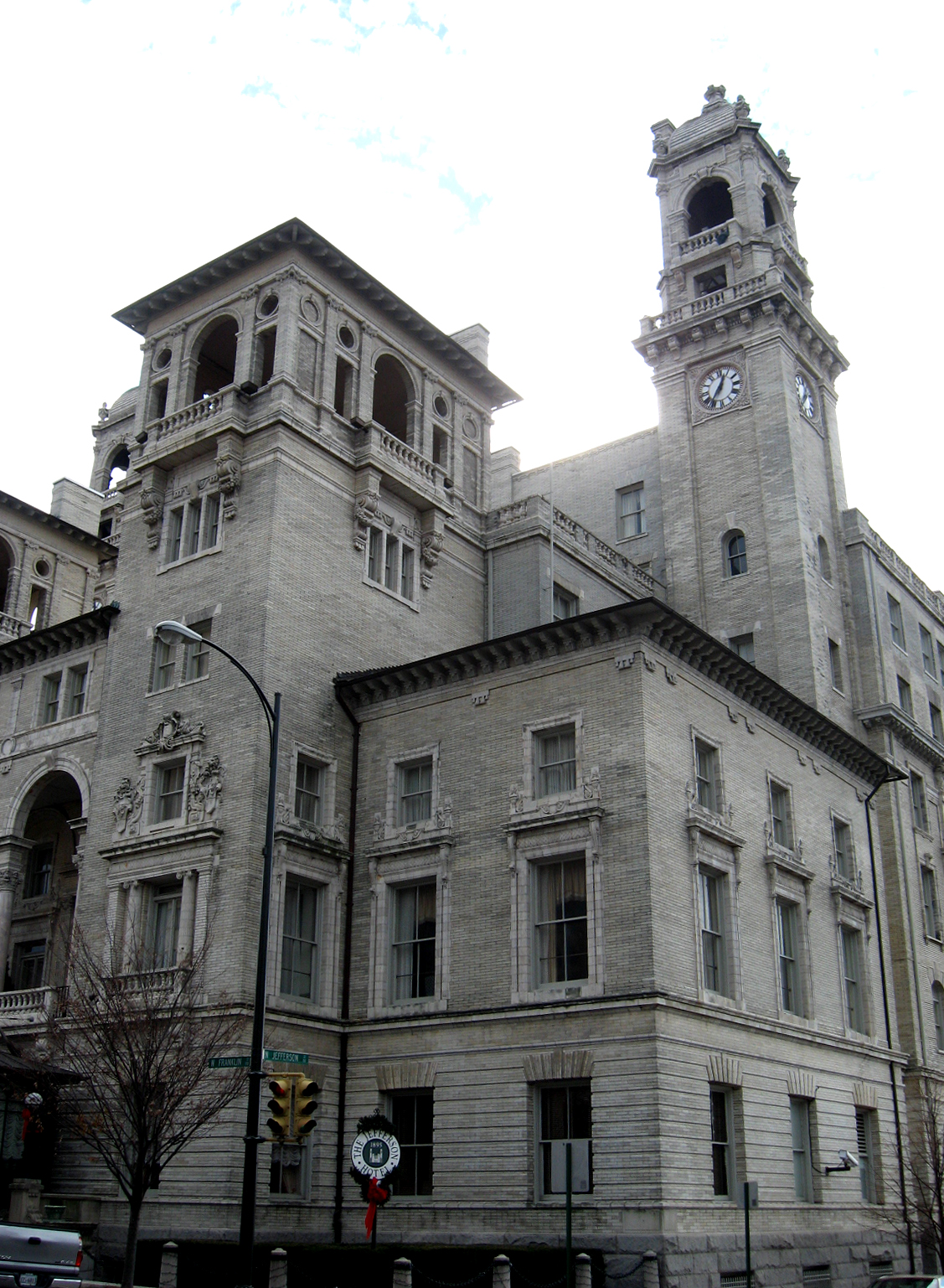
L'hôtel Jefferson, inscrit au Registre national des lieux historiques.

Les monuments les plus connus de la ville sont :
- La Maison-Blanche de la Confédération.
- Le Virginia Holocaust Museum qui s'intéresse à l'enseignement sur le Troisième Reich et la Shoah pendant la Seconde Guerre mondiale.
- Le Capitole de l'État de Virginie (Virginia State Capitol) conçu en 1785 par Thomas Jefferson et Charles-Louis Clérisseau.
- « Monument Avenue » dont les statues monumentales de Jefferson Davis, Robert Lee, Stonewall Jackson et Matthew Fontaine Maury ont été retirées. Seule celle du joueur de tennis afro-américain Arthur Ashe a été maintenue en place.
- Le cimetière Hollywood où reposent l'ancien président confédéré Jefferson Davis, les présidents américains James Monroe et John Tyler et plus de 18 000 soldats confédérés.
- L'abbaye de Richmond, monastère bénédictin fondé en 1911.
- Une sculpture en acier reproduisant la caisse grâce à laquelle s'est enfui Henry « Box » Brown le 23 mars 1849.
- Le site classé des Tredegar Iron Works, qui fut le plus gros centre sidérurgique de la Confédération au cours de la guerre de Sécession.
- L'Union Presbyterian Seminary, université religieuse dont le campus, de style victorien, fut établi à Richmond en 1898.
- Le Byrd est un cinéma ouvert en 1928 d'architecture renaissance italienne.

## Transport
- Aéroport international de Richmond

## Jumelage
- Erlangen (Allemagne)
- Richmond-upon-Thames (Royaume-Uni)
- Saitama (Japon)
- Windhoek (Namibie)
- Zhengzhou (Chine)
- Ségou (Mali)
- Uijeongbu (Corée du Sud)

## Sport

### Sport professionnel
| Franchise                    | Sport    | Ligue          | Stade (capacité)      | Création | Titres |
| ---------------------------- | -------- | -------------- | --------------------- | -------- | ------ |
| Kickers de Richmond          | Soccer   | USL League One | City Stadium (22 600) | 1993     | 3      |
| Flying Squirrels de Richmond | Baseball | Eastern League | The Diamond (9 500)   | 2010     | 0      |

### Sport universitaire
| Club universitaire         | Université                             | Division NCAA | Conférence                                          |
| -------------------------- | -------------------------------------- | ------------- | --------------------------------------------------- |
| Rams de VCU                | Université du Commonwealth de Virginie | Division I    | A-10 (plupart des sports), CAA (football américain) |
| Spiders de Richmond        | Université de Richmond                 | Division I    | A-10                                                |
| Panthers de Virginia Union | Université Union de Virginie           | Division II   | CIAA                                                |

### Franchises disparues
| Franchise                    | Sport                       | Ligue                                      | Création | Disparition | Titres |
| ---------------------------- | --------------------------- | ------------------------------------------ | -------- | ----------- | ------ |
| Robins de Richmond           | Hockey sur glace            | LAH                                        | 1971     | 1976        | 0      |
| Renegades de Richmond        | Hockey sur glace            | ECHL                                       | 1990     | 2003        | 1      |
| RiverDogs de Richmond        | Hockey sur glace            | UHL                                        | 2003     | 2006        | 0      |
| Raiders de Richmond (en)     | Football américain en salle | AIFA (2010), SIFL (2011), PIFL (2012-2015) | 2008     | 2015        | 0      |
| Revolution de Richmond (en)  | Football américain en salle | IFL                                        | 2009     | 2011        | 0      |
| Roughriders de Richmond (en) | Football américain en salle | APF (2017), AAL (2018)                     | 2017     | 2018        | 1      |
| Virginians de Richmond       | Baseball                    | IL                                         | 1954     | 1964        | 0      |
| Braves de Richmond           | Baseball                    | IL                                         | 1966     | 2008        | 5      |

## Évènements
La ville a accueilli les championnats du monde de cyclisme sur route en 2015.

## Évêché

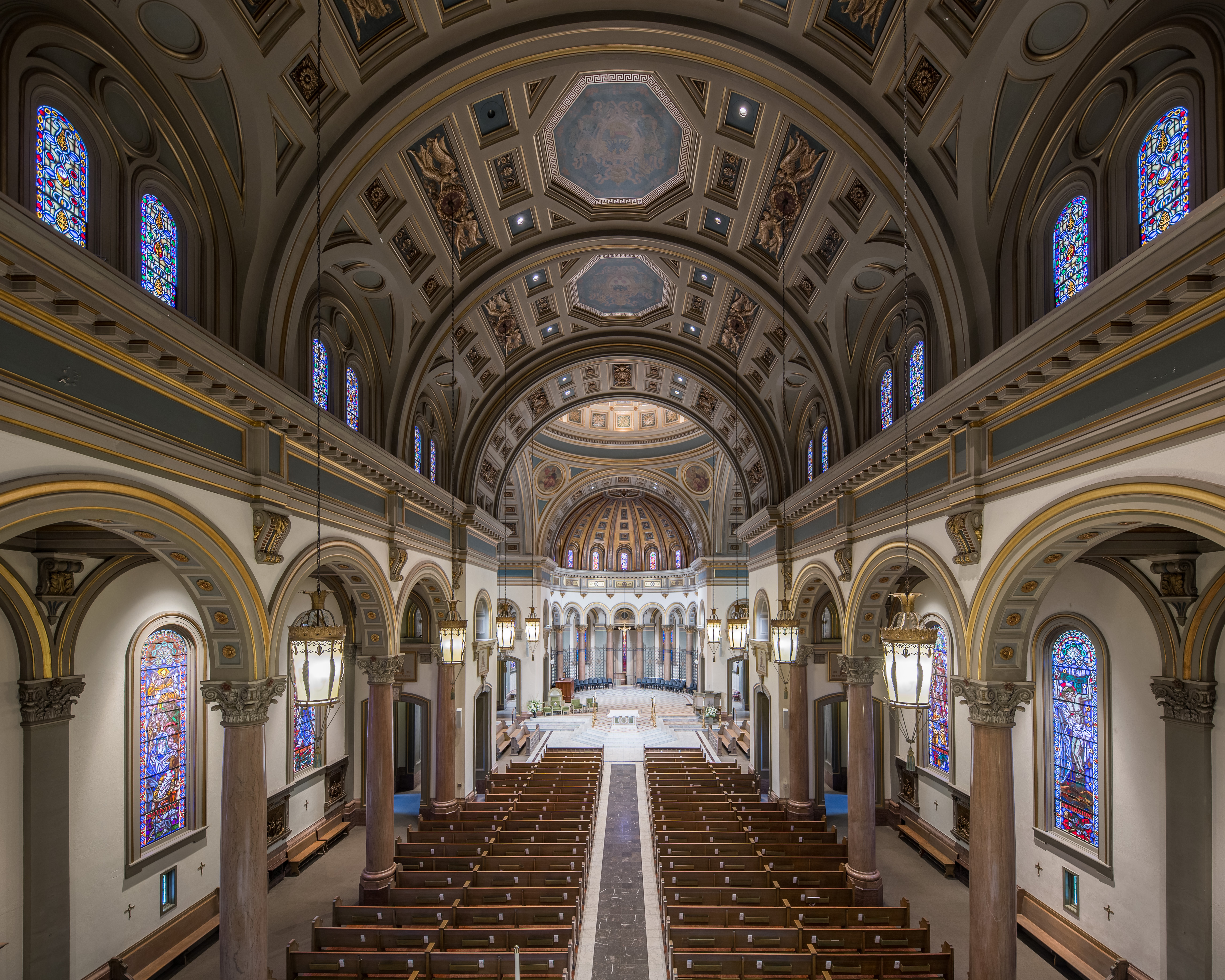
Intérieur de la cathédrale du sacré cœur. août 2017.

- Diocèse de Richmond
- Liste des évêques de Richmond
- Cathédrale du Sacré-Cœur de Richmond (en)

## Dans la fiction
Une partie du film X-Files : Régénération sorti en 2008  s'y déroule.
Les romans de Patricia Cornwell, mettant en scène un médecin légiste, Kay Scarpetta, se déroulent à Richmond.
Une grande partie de The Walking Dead Telltale the new frontier se déroule à Richmond qui est alors nommé New Richmond.